# Abraham Rees
Abraham Rees (1743 – 9. června 1825) byl velšský encyklopedista. Narodil se ve vesnici Llanbrynmair jako syn Lewise a Esther Reesových. Studoval v Londýně. Později pracoval na úpravách encyklopedie Cyclopaedia od Ephraima Chamberse původně vydané roku 1728. Její nová verze, jejímž editorem byl Rees, vyšla v roce 1778. Později vydal vlastní encyklopedii nazvanou Rees's Cyclopædia. Vyšla v celkem 45 svazcích v letech 1802 až 1819. Zemřel ve svém domě v londýnském Finsbury.